# 戈用泰
戈用泰（？—？），原名戈用武，字来陽，號晴寰，浙江嘉兴府平湖县人。明朝政治人物、進士出身。

## 生平
万历元年（1573年）癸酉领浙江乡荐第四十一名，十七年（1589年）己丑科三甲一百八十九名進士，授涞水知县，涞水旱频仍，悉心抚字，通商盐，省徭役。会采矿，以身捍民，罔所避忌。擢南刑部主事，晉郎中，养亲归。著有《适适轩集》。

## 家族
曾祖戈振。祖父戈訓，鄉賓。父戈思齐。